# San Ciro de Acosta
San Ciro de Acosta é um município do estado de San Luis Potosí, no México.